# Techo de deuda de Estados Unidos

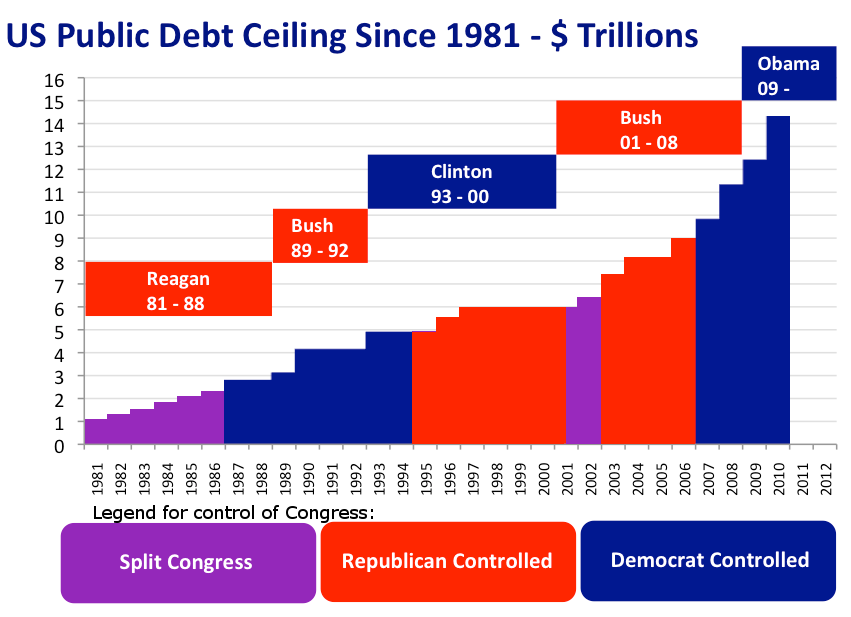
Gráfica que muestra el techo de deuda de Estados Unidos a fin de cada año desde 1981 hasta 2010. Se indica el presidente y el partido político que controlaba el Congreso en ese año.

En los Estados Unidos, el techo de la deuda o el límite de la deuda (en inglés debt ceiling) es un límite de deuda legislativo sobre la cantidad de deuda pública en la que puede incurrir el Departamento del Tesoro de los Estados Unidos, lo que limita la cantidad de dinero que el gobierno federal de los Estados Unidos puede pagar por la deuda que ya tomó prestada. Hay que tener en cuenta que según las leyes estadounidenses el Tesoro debe recibir permiso previo del Congreso antes de poder emitir deuda, por lo que, sin ese permiso, el Gobierno de Estados Unidos no podrá emitir más bonos para financiarse, provocando una suspensión de pagos. Hay que destacar que el aumento de este techo de deuda se hace con el objetivo de poder hacer frente a obligaciones ya existentes y no para financiar nuevos gastos.
El techo de la deuda es una cifra agregada que se aplica a la deuda bruta, que incluye la deuda en manos del público y en cuentas intragubernamentales. Alrededor del 0,5% de la deuda no está cubierta por el techo. Debido a que los gastos están autorizados por una legislación separada, el tope de la deuda no limita directamente los déficits del gobierno. Por tanto, sólo puede impedir que Hacienda pague gastos y otras obligaciones financieras una vez alcanzado el límite, pero que ya han sido aprobados (en el presupuesto) y asignados.
Cuando se alcance el techo de la deuda sin que se haya promulgado un aumento en el límite, el Tesoro deberá recurrir a "medidas extraordinarias" para financiar temporalmente los gastos y obligaciones del gobierno hasta que se pueda llegar a una resolución. El Tesoro nunca ha llegado al punto de agotar las medidas extraordinarias, resultando en impago (default), aunque en algunas ocasiones parecía que el Congreso podría permitir que se produjera un impago. Si ocurriera esta situación, no está claro si el Tesoro podría priorizar los pagos de la deuda para evitar el incumplimiento de sus obligaciones de bonos, pero al menos tendría que incumplir algunas de sus obligaciones de pago distintas de los bonos. Un incumplimiento prolongado podría desencadenar una variedad de problemas económicos, incluida una crisis financiera, y una caída en la producción que pondría a ese país en una recesión económica.
La gestión de la deuda pública de los Estados Unidos es una parte importante de la macroeconomía de la economía y el sistema financiero de los Estados Unidos, y el techo de la deuda es una restricción a la capacidad del ejecutivo para gestionar la economía de los Estados Unidos. Sin embargo, existe un debate sobre cómo debe administrarse la economía estadounidense y si un techo de deuda es un mecanismo apropiado para restringir el gasto público.

## Antecedentes
Bajo el Artículo I Sección 8 de la Constitución de los Estados Unidos, sólo el 
Congreso de los Estados Unidos puede autorizar el préstamo de dinero a crédito de los Estados Unidos. Desde la fundación de la nación hasta 1917, el Congreso autorizó directamente cada emisión de deuda. Para proporcionar más flexibilidad para financiar la participación de los Estados Unidos en la Primera Guerra Mundial, el Congreso modificó el método por el cual autorizó la deuda en la Ley de Bonos de la Segunda Libertad de 1917. Bajo esta Ley, el Congreso estableció un límite de deuda agregado, o "techo", sobre el importe total de nuevos bonos que podrían emitirse.
El tope de deuda actual es un límite agregado aplicado a casi toda la deuda federal, que fue establecido sustancialmente por las Leyes de Deuda Pública de 1939 y 1941, que posteriormente se modificaron para cambiar el valor tope.
De vez en cuando, surgen disputas políticas cuando el Tesoro informa al Congreso que el techo de la deuda está a punto de alcanzarse e indica que el incumplimiento es inminente. Cuando se alcanza el techo de la deuda, y en espera de un aumento en el límite, el Tesoro puede recurrir a "medidas extraordinarias" para ganar más tiempo antes de que el Congreso pueda elevar el techo. La nación nunca ha llegado al punto de incumplimiento en el que el Tesoro era incapaz de pagar las obligaciones de la deuda de Estados Unidos, aunque ha estado cerca en varias ocasiones. La única excepción fue durante la Guerra anglo-estadounidense de 1812 cuando se quemaron partes de Washington D. C., incluido el Tesoro.
En 2011, se desencadenó la crisis del techo de deuda de Estados Unidos de 2011, con la que estuvo cerca del incumplimiento de pago de la deuda pública. La demora en elevar el techo de la deuda resultó en la primera rebaja en la calificación crediticia de los Estados Unidos, una fuerte caída en el mercado de valores y un aumento en los costes de endeudamiento. El Congreso elevó el límite de la deuda con la Ley de Control Presupuestario de 2011, que se sumó al precipicio fiscal cuando se alcanzó el nuevo techo el 31 de diciembre de 2012.
Otra crisis del techo de deuda surgió a principios de 2013 cuando se volvió a alcanzar el techo y el Tesoro adoptó medidas extraordinarias para evitar un incumplimiento. La crisis de 2013 se resolvió temporalmente el 4 de febrero de 2013, cuando el presidente Barack Obama firmó la "Ley Sin Presupuesto, Sin Pago de 2013" que suspendió el techo de la deuda hasta el 19 de mayo de 2013. Después del 19 de mayo, el techo de la deuda se elevó a $ 16,699 billones, el nivel de deuda contraída durante la suspensión, y Hacienda retomó medidas extraordinarias. El secretario del Tesoro, Jack Lew, notificó al Congreso que estas medidas se agotarían el 17 de octubre de 2013. El 7 de octubre de 2013, el Tesoro advirtió que el techo de la deuda y las medidas extraordinarias se agotarían y que se produciría un incumplimiento el 17 de octubre cuando venciera el pago de intereses.
El techo de deuda se habría alcanzado nuevamente el 3 de noviembre de 2015. El 30 de octubre de 2015, el techo de deuda fue nuevamente suspendido hasta marzo de 2017.
En julio de 2019, parecía que el gobierno incumpliría sus obligaciones en un par de meses. El problema presupuestario fue causado en parte por la reducción de los ingresos fiscales (debido a la nueva legislación fiscal que entró en vigor en el año fiscal 2018 en virtud de la cual se redujeron drásticamente los impuestos de muchas empresas) y en parte por el gobierno habiendo alcanzado ya su límite de endeudamiento (22 miles de millones de $ a marzo de 2019).

## Relación con el presupuesto federal
El proceso de establecer el techo de la deuda es independiente y distinto del proceso presupuestario de los Estados Unidos, y elevar el techo de la deuda ni aumenta ni reduce directamente el déficit presupuestario, y viceversa. La Oficina de Responsabilidad Gubernamental explica que "el límite de la deuda no controla ni limita la capacidad del gobierno federal para incurrir en déficit o incurrir en obligaciones. Más bien, es un límite en la capacidad de pagar las obligaciones ya contraídas".
El Presidente formula un presupuesto federal cada año, que el Congreso debe aprobar, a veces con enmiendas, en una resolución concurrente, que no requiere la firma del Presidente y no es vinculante. El presupuesto detalla la recaudación de impuestos y los gastos proyectados y, por lo tanto, especifica la cantidad estimada de endeudamiento que el gobierno tendría que hacer en ese año fiscal. 

## Historia legislativa
Antes de 1917, Estados Unidos no tenía techo de deuda. El Congreso autorizó préstamos específicos o permitió que el Tesoro emitiera ciertos instrumentos de deuda y emisiones de deuda individuales para propósitos específicos. A veces, el Congreso le dio libertad al Tesoro sobre qué tipo de instrumento de deuda emitir.Estados Unidos instituyó por primera vez un límite de deuda legal con la "Ley de Bonos de la Segunda Libertad" de 1917. Esta legislación establece límites sobre la cantidad total de deuda que podría acumularse a través de categorías individuales de deuda (como bonos y letras). En 1939, el Congreso instituyó el primer límite a la deuda total acumulada sobre todo tipo de instrumentos.
Antes de la Ley de Control Presupuestario y de Incautación de 1974, el techo de la deuda desempeñó un papel importante al permitir que el Congreso celebrara audiencias y debates sobre el presupuesto.James Surowiecki argumentó que el techo de la deuda perdió su utilidad después de estas reformas al proceso presupuestario.
En 1979, al notar los potenciales problemas en caso de llegar a un incumplimiento, Dick Gephardt impuso la "Regla de Gephardt", una regla parlamentaria que consideraba que el techo de la deuda aumentaba cuando se aprobaba un presupuesto. Esto resolvió la contradicción de votar por asignaciones pero no votar para financiarlas. La regla se mantuvo hasta que fue derogada por el Congreso en 1995.
El presidente Ronald Reagan luchó contra la resistencia bipartidista del Congreso por un aumento del límite de la deuda en 1981.

### Crisis del techo de la deuda de 1995 y 1996

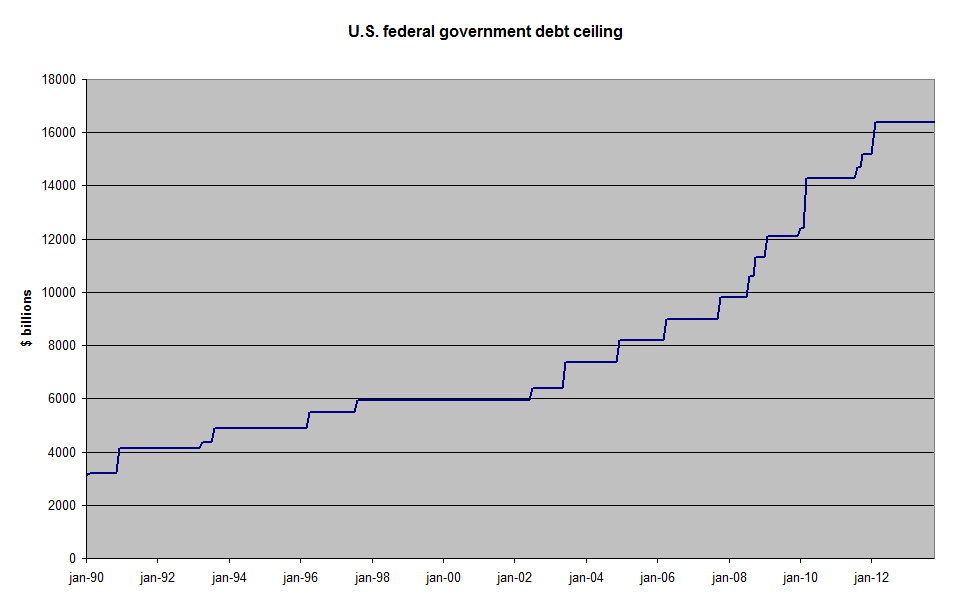
Límite máximo de deuda del gobierno federal de EE. UU. desde 1990 hasta enero de 2012 (sin ajustar por PIB y población)

El debate sobre el techo de la deuda de 1995 condujo a un enfrentamiento sobre el presupuesto federal, que no fue aprobado, y resultó en los cierres del gobierno federal de Estados Unidos de 1995 y 1996.

### Crisis del techo de la deuda de 2011
En 2011, los republicanos en el Congreso exigieron la reducción del déficit como contrapartida para apoyar un nuevo aumento del techo de la deuda. La negociación resultante fue resuelta el 2 de agosto de 2011, mediante la Ley de Control Presupuestario de 2011. Bajo la "Regla McConnell", al presidente se le permitió aumentar unilateralmente el techo de la deuda. Esta acción podría ser anulada por una ley del Congreso, pero esto requeriría una mayoría de votos de 2⁄3 en ambas cámaras, en el caso de que el presidente vetara la ley.
El 5 de agosto de 2011, Standard & Poor's emitió la primera rebaja en la calificación crediticia del gobierno federal, citando sus advertencias de abril, la dificultad de tender puentes entre las partes y que el acuerdo resultante estuvo muy por debajo del esperado "gran trato" integral. La degradación del crédito y la crisis del techo de la deuda contribuyeron a que el Promedio Industrial Dow Jones (DJIA) cayera casi 2.000 puntos a finales de julio y agosto. Después de la rebaja en sí, el DJIA tuvo uno de los peores días de su historia y cayó 635 puntos el 8 de agosto.

### Crisis del techo de la deuda de 2013
Tras el aumento del techo de la deuda a 16,394 miles de millones de dólares en 2011,Estados Unidos volvió a alcanzar el techo de la deuda el 31 de diciembre de 2012 y el Tesoro comenzó a tomar medidas extraordinarias. El precipicio fiscal se resolvió con la aprobación de la Ley de Alivio del Contribuyente Estadounidense de 2012 (ATRA), pero no se tomó ninguna medida sobre el techo de la deuda. Tras los recortes de impuestos de ATRA, el gobierno necesitaba aumentar el techo de la deuda en 700 mil millones de $ para financiar las operaciones por el resto del año fiscal 2013. Se esperaba que las medidas extraordinarias se agotaran para el 15 de febrero. El Tesoro había dicho que no está configurado para priorizar los pagos y ha opinado que no está claro si sería legal hacerlo. Ante esta situación, el Tesoro simplemente retrasaría los pagos si no se pudieran recaudar fondos a través de medidas extraordinarias y no se elevara el techo de la deuda. Los economistas estimaron que tal acción haría que el PIB se contrajera en un 7 por ciento, que es mayor que la contracción durante la Gran Recesión. El daño económico empeoraría a medida que los beneficiarios de los beneficios de la seguridad social, contratos gubernamentales y otros pagos del gobierno reduzcan sus gastos en respuesta a la congelación de sus ingresos.
Bajo la Ley Sin Presupuesto, Sin Pago de 2013, ambas cámaras del Congreso votaron para suspender el techo de la deuda desde el 4 de febrero de 2013 hasta el 19 de mayo de 2013. El 19 de mayo, el techo de la deuda se elevó a aproximadamente 16,699 miles de millones de $ para acomodar el endeudamiento realizado durante el período de suspensión.

### Deuda no cubierta por techo
En octubre de 2013, alrededor del 0,5 % de la deuda estadounidense no estaba cubierta por el techo. Esto incluye la deuda pendiente anterior a 1917.
En diciembre de 2012, el Tesoro calculó que estaban en circulación 239 millones de dólares en Notas de los Estados Unidos. Estos pagarés, de acuerdo con la legislación sobre el techo de endeudamiento, están excluidos del límite de endeudamiento legal. Los 239 millones de $ excluyen 25 millones de $ en bonos estadounidenses emitidos antes del 1 de julio de 1929, determinados conforme a la Ley del 30 de junio de 1961, 31 USC 5119, como destruidos o perdidos irremediablemente.
Las deudas del Banco Federal de Financiamiento que en agosto de 2013 ascendían a 73.100 millones de $ tampoco están sujetas al tope. 

### Suspensión del techo de endeudamiento
La Ley Sin Presupuesto, Sin Pago de 2013 suspendió, por primera vez, el techo de la deuda de los Estados Unidos para cumplir los compromisos existentes". El 19 de mayo, se elevó el techo de la deuda en $306 mil millones para cubrir los empréstitos realizados durante el período de suspensión, así como los compromisos que se acumularon en el período anterior a la aplicación de medidas extraordinarias, que comenzó el 31 de diciembre de 2012. El techo de la deuda se suspendió nuevamente el 17 de octubre hasta el 7 de febrero de 2014. El 12 de febrero de 2014, la Ley de Extensión del Límite Temporal de la Deudase aprobó, suspendiendo el techo de la deuda hasta el 15 de marzo de 2015. En ese momento, el Departamento del Tesoro tomó medidas extraordinarias. El 30 de octubre de 2015 se suspendió nuevamente el techo de endeudamiento hasta marzo de 2017.
El techo de la deuda estuvo sujeto a una controversia menos partidista durante la Presidencia de Donald Trump, cuando la administración y sus partidarios priorizaron los recortes de impuestos sobre un presupuesto equilibrado. El techo se suspendió en tres ocasiones: del 30 de septiembre de 2017 al 8 de diciembre de 2017, luego prorrogado al 1 de marzo de 2019, y del 2 de agosto de 2019 al 31 de julio de 2021.

### El techo de la deuda aumenta bajo el mandato del presidente Joe Biden

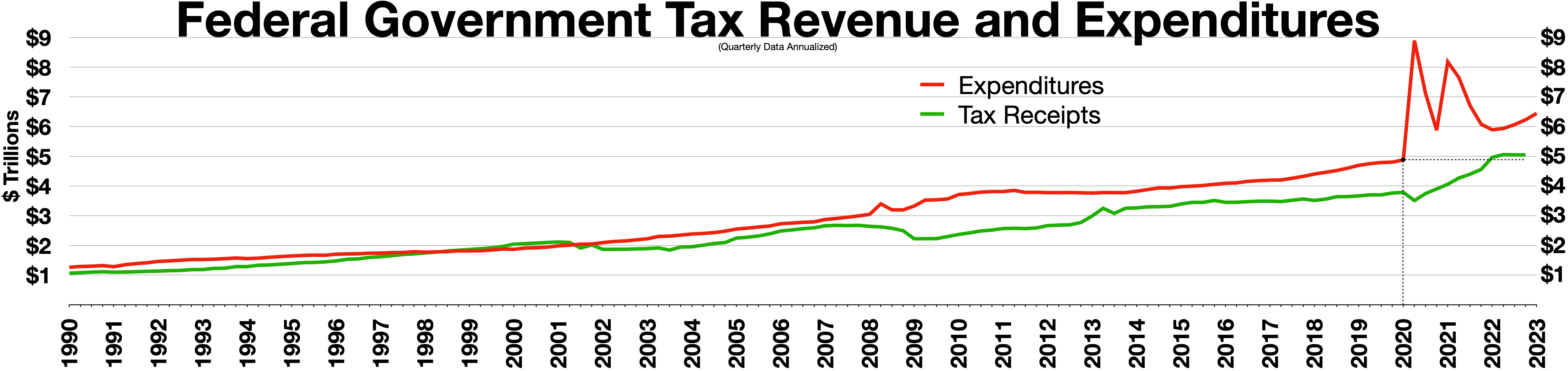
Ingresos y gastos tributarios del Gobierno Federal. Reducir el gasto a los niveles previos a la pandemia equilibraría el presupuesto.
Gastos del gobierno federal
Recibos de impuestos del gobierno federal
Comparación de niveles de gasto antes de la pandemia

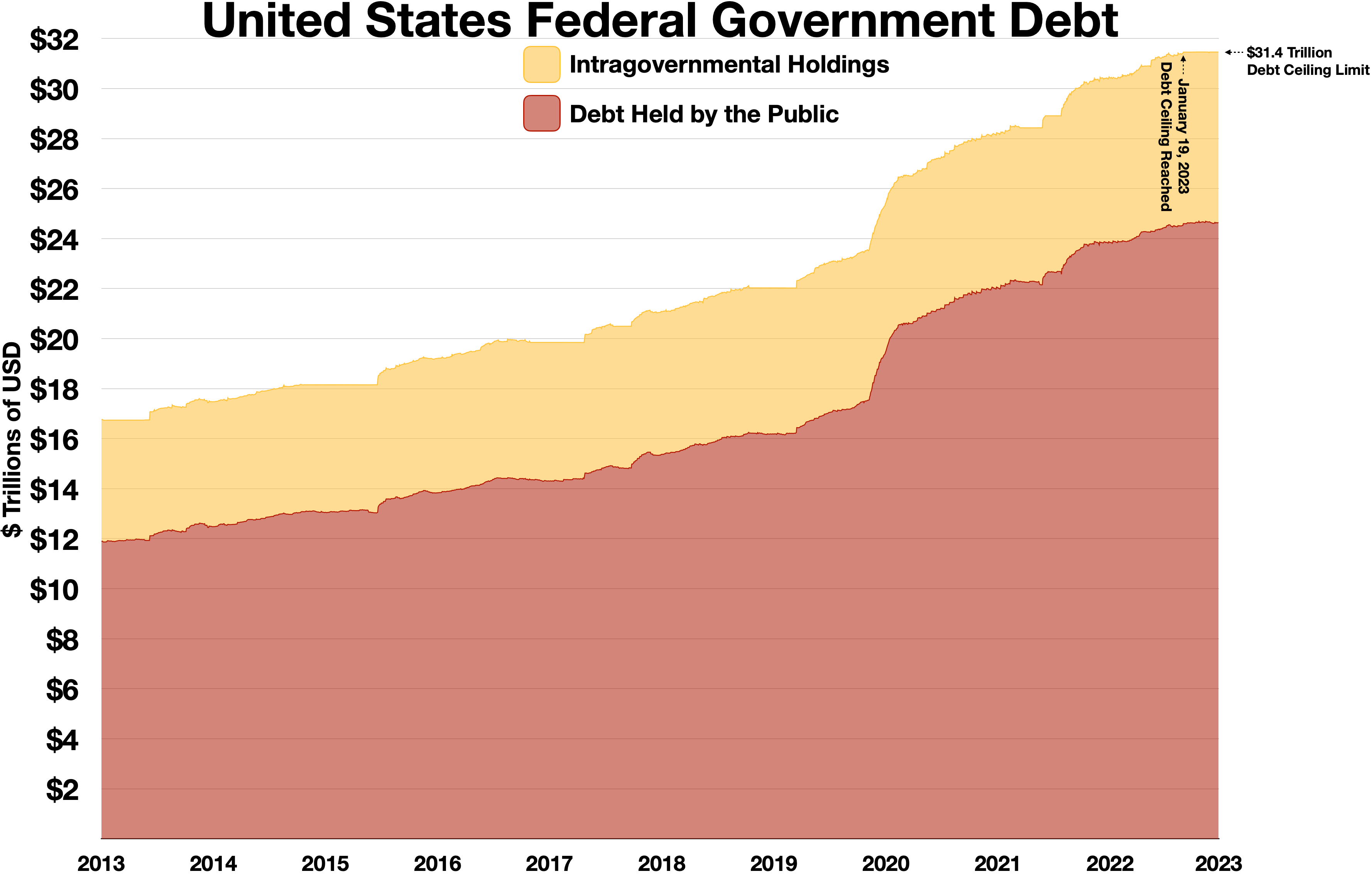
Deuda del gobierno federal de los Estados Unidos
Participaciones intragubernamentales
Deuda en poder del público
Límite máximo de deuda de 31,4 billones de dólares
Alcanzado el 19 de enero de 2023

En el primer mandato de Biden, la Cámara y el Senado estaban controlados por el Partido Demócrata. En octubre de 2021, el techo de la deuda se incrementó en $480 mil millones, como una medida temporal que requiere una nueva legislación antes del 3 de diciembre de 2021.
El 19 de enero de 2023, Estados Unidos alcanzó su techo de deuda de 31,4 billones de dólares. En ese momento, los republicanos habían tomado el control de la Cámara durante las elecciones de mitad de período de 2022. Aunque los republicanos eran una minoría en el Senado, amenazaron por primera vez en la historia de Estados Unidos con usar el obstruccionismo para detener el aumento del techo de la deuda.

## Medidas extraordinarias
El Departamento del Tesoro puede pedir prestado los fondos necesarios para financiar las operaciones del gobierno, según lo autorizado por las asignaciones del Congreso, hasta el límite de la deuda, con algunas pequeñas excepciones. En una carta al Congreso del 4 de abril de 2011, el secretario del Tesoro, Timothy Geithner, explicó que cuando se alcanza el techo de la deuda, el Tesoro puede declarar un "período de suspensión de la emisión de deuda" durante el cual puede tomar "medidas extraordinarias" para continuar cumpliendo con las obligaciones federales siempre que no implica la emisión de nueva deuda. Estas medidas se toman para evitar, en la medida en que los recursos lo permitan, un cierre parcial del gobierno o un impago de la deuda (default). Estos métodos se han utilizado en varias ocasiones anteriores en las que la deuda federal se acercó a su límite legal.
Las medidas extraordinarias pueden incluir la suspensión de las inversiones en el Fondo G del Thrift Savings Plan de los fondos de jubilación individuales de los empleados federales. En 2011, las medidas extraordinarias incluyeron la suspensión de inversiones en el Fondo de Retiro e Invalidez del Servicio Civil (CSRDF), el Fondo de Beneficios de Salud para Jubilados del Servicio Postal (Fondo de Beneficios Postales) y el Fondo de Estabilización Cambiaria (ESF). Además, ciertas inversiones de CSRDF también se amortizaron anticipadamente.En 1985, el Tesoro también había canjeado títulos del Tesoro por títulos que no eran del Tesoro en poder del Banco Federal de Financiamiento.
Sin embargo, estos montos no son suficientes para cubrir las operaciones del gobierno durante períodos prolongados. El Tesoro implementó estas medidas por primera vez el 16 de diciembre de 2009 para evitar el cierre del gobierno. Estas medidas se implementaron nuevamente el 16 de mayo de 2011, cuando el Secretario del Tesoro Geithner declaró un "período de suspensión de la emisión de deuda". Según su carta al Congreso, este período podría "durar hasta el 2 de agosto de 2011, cuando el Departamento del Tesoro proyecte que se agotará la autoridad de endeudamiento de Estados Unidos".
Las medidas se implementaron nuevamente el 31 de diciembre de 2012, al inicio de la crisis del techo de deuda de 2013 con la fecha de activación del incumplimiento en febrero de 2013. La crisis se aplazó con la suspensión del límite el 4 de febrero y la cancelación de las medidas extraordinaria. Las medidas fueron nuevamente invocadas al término de la suspensión del tope el 19 de mayo de 2013, siendo la fecha de agotamiento de los recursos y la fecha de activación del default estimada por el Fisco el 17 de octubre. El tope fue nuevamente suspendido por ley en esa fecha hasta el 4 de febrero de 2014.

## Incumplimiento de obligaciones financieras
Si no se eleva el techo de la deuda y se agotan las medidas extraordinarias, el gobierno de los Estados Unidos es legalmente incapaz de pedir dinero prestado para pagar sus obligaciones financieras (deuda contraída). En ese momento, debe dejar de hacer pagos a menos que la tesorería tenga efectivo disponible para cubrirlos. Además, el gobierno no tendría los recursos para pagar los intereses (y en algún momento redimir) los valores del gobierno a su vencimiento, lo que se caracterizaría como incumplimiento (default). Un incumplimiento puede afectar la calificación de riesgo soberano de los Estados Unidos y la tasa de interés que deberá pagar sobre la deuda futura. Estados Unidos incumplió sus obligaciones financieras una vez en 1979, debido al atraso informático, pero las crisis periódicas relacionadas con el techo de la deuda han llevado a una rebaja de calificación crediticia por varias agencias de calificación y una advertencia por parte de otras. La Oficina de Contabilidad del Gobierno (en inglés, GAO) estimó que la demora en elevar el techo de la deuda durante la crisis del techo de la deuda de 2011 elevó los costes de endeudamiento para el gobierno en 1.3 mil millones de $ en el año fiscal 2011 y señaló que la demora también aumentaría los costes para los años posteriores. El Bipartisan Policy Center amplió las estimaciones de la GAO y descubrió que la demora elevó los costes de endeudamiento en 18,900 millones de $ durante diez años.
Algunos teóricos han expresado la opinión de que si se agotan las medidas extraordinarias, el poder ejecutivo tiene la autoridad para determinar qué obligaciones se pagan y cuáles no, aunque el Tesoro ha argumentado que todas las obligaciones están en pie de igualdad ante la ley. Los teóricos han argumentado que el poder ejecutivo puede optar por priorizar los pagos de intereses sobre los bonos, lo que evitaría un incumplimiento inmediato y directo de la deuda soberana. Durante la crisis del techo de la deuda de 2011, el secretario del Tesoro, Timothy Geithner, argumentó que la priorización de los pagos de intereses no ayudaría, ya que los gastos del gobierno habrían tenido que reducirse en un 40% poco realista si no se eleva el techo de la deuda. Además, un incumplimiento de las obligaciones que no son de deuda aún socavaría la solvencia estadounidense según al menos una agencia de calificación.En 2011, el Tesoro sugirió que no podía priorizar ciertos tipos de gastos porque todos los gastos están en pie de igualdad ante la ley. Desde este punto de vista, cuando se agotan las medidas extraordinarias, no se pueden realizar pagos excepto cuando hay dinero (como recibos de impuestos) en el tesoro, y Estados Unidos estaría en incumplimiento de todas sus obligaciones.La CBO señala que la priorización no evitaría la definición técnica que se encuentra en el Black's Law Dictionary, donde el incumplimiento se define como "la imposibilidad de realizar un pago a su vencimiento".

## Debate sobre el techo de endeudamiento
Una votación para aumentar el techo de la deuda ha sido generalmente (desde la década de 1950) una formalidad presupuestaria legal entre el presidente y el Congreso. Históricamente, el techo de la deuda no ha sido un problema político que haría que el gobierno electo no aprobara un presupuesto anual. Los informes al Congreso (de la OMB y otras fuentes) en la década de 1990 han declarado repetidamente que el límite de la deuda es un medio ineficaz para frenar el crecimiento de la deuda.
El autor James Surowiecki argumenta que el techo de la deuda originalmente cumplió un propósito útil. Cuando se introdujeron, los presidentes tenían mayor autoridad para pedir prestado y gastar como quisieran. Sin embargo, después de 1974 y la administración de Nixon, el Congreso de los EE. UU. comenzó a aprobar resoluciones presupuestarias integrales que especifican exactamente cuánto dinero podría gastar el gobierno.
La aparente redundancia del techo de la deuda ha llevado a sugerir que debería abolirse por completo. Varios miembros demócratas de la Cámara, incluido Peter Welch, propusieron abolir el techo de la deuda. La propuesta encontró el apoyo de algunos economistas como Jacob Funk Kirkegaard, miembro principal del Instituto Peterson.
En enero de 2013, una encuesta de 38 economistas de gran prestigio encontró que el 84 por ciento estaba de acuerdo en que, dado que el Congreso ya aprueba el gasto y los impuestos, "un techo de deuda separado que debe aumentarse periódicamente crea una incertidumbre innecesaria y puede conducir potencialmente a peores resultados fiscales". Solo un miembro del panel, Luigi Zingales, no estuvo de acuerdo con la declaración.  La agencia calificadora Moody's ha declarado que "el límite de la deuda crea un alto nivel de incertidumbre" y que el gobierno debería cambiar "su marco de gestión de la deuda pública para disminuir o eliminar esa incertidumbre".
El techo de la deuda de Estados Unidos se ha descrito como "anacrónico", y los dos partidos principales han sido criticados por utilizar el techo de la deuda para jugar un peligroso juego de la gallina con fines políticos puramente partidistas.

### Teoría monetaria moderna
Los defensores de la Teoría Monetaria Moderna (TMM), una teoría económica poskeynesiana heterodoxa que surgió a fines del siglo XX, han criticado el concepto del techo de la deuda y sus usos teóricos y prácticos. Un principio fundamental de la MMT es que la moneda surgió y está totalmente controlada como dinero fiduciario por los gobiernos, esta última afirmación depende del gobierno como emisor soberano de la moneda dada. Los teóricos de la MMT creen que los gobiernos tienen el poder de crear y gastar dinero dentro de un límite razonable sin crear hiperinflación, así como la capacidad de perdonar su deuda o pagarla a sí misma; por el contrario, los teóricos económicos ortodoxos tienden a centrarse en el déficit nacional como una deuda que debe pagarse en última instancia. Como resultado, los teóricos de la MMT argumentan que el techo de la deuda es en gran medida un límite simbólico al gasto público; Stephanie Kelton, una destacada partidaria de MMT, escribe que "no hay restricciones en el presupuesto federal".
Después del cambio de siglo, y particularmente durante y después del panorama político tras la Gran Recesión, la MMT ha sido objeto de debate político entre políticos y teóricos económicos de izquierda, de la corriente principal y del libre mercado por igual. Los debates de la TMM sobre el techo de la deuda han invadido el Congreso, con representantes progresistas, principalmente Alexandria Ocasio-Cortez, impulsando la teoría a la corriente principal, así como representantes conservadores criticando los impactos potenciales de la TMM en el gasto público y la inflación.